# Edward Dutton
Edward "Ed" Croft Dutton (nacido en 1980 en Londres , Inglaterra) es un antropólogo inglés y supremacista blanco conocido por ser autor de polémicos artículos racialistas para revistas de extrema derecha como Mankind Quarterly y OpenPsych.  Dutton está asociado al grupo nacionalista blanco Patriotic Alternative.

## Carrera
Dutton es licenciado en Teología por la Universidad de Durham y doctor en Estudios Religiosos por la Universidad de Aberdeen.
Dutton ha publicado trabajos sobre la inteligencia humana, como un estudio del que es coautor con Richard Lynn en el que se concluye que los científicos físicos son más inteligentes que los científicos sociales. También ha estudiado el coeficiente intelectual medio de Finlandia y la aparente discrepancia entre el elevado coeficiente intelectual medio de este país y su relativa falta de científicos galardonados con el Premio Nobel.
Dutton estuvo anteriormente asociado a la Universidad de Oulu, en Finlandia, y conserva el título de docente en la institución. A partir de 2012, fue contratado como profesor universitario. En septiembre de 2016, la Universidad de Oulu inició una investigación sobre el artículo de Dutton y Lynn A negative Flynn effect in Finland, 1997-2009 publicado en Intelligence en 2013. En un anuncio realizado por la universidad en junio de 2017, se descubrió que Dutton había llevado a cabo una mala conducta científica por plagio. El artículo hablaba de las pruebas de CI realizadas a los reclutas finlandeses, y una tabla de los resultados de las pruebas de CI había sido compilada por un estudiante para una tesis de maestría que no fue atribuida. Dutton declaró en su respuesta que la tesis de máster estaba atribuida en su versión original pero que Lynn la había eliminado. Lynn asumió la responsabilidad del incidente, sin embargo, la universidad no investigó la parte de Lynn porque nunca ha estado asociado a la institución. Dutton tampoco estaba empleado por la universidad en el momento del incidente, pero la universidad lo investigó debido a que su nombre se utilizó en el estudio. La universidad informó a los afiliados de Lynn sobre la conclusión y pidió a Intelligence que emitiera una corrección.
Dutton ha asistido a la Conferencia de Londres sobre Inteligencia, asociada a la eugenesia, y fue uno de los quince asistentes que contribuyeron a una defensa de la conferencia publicada en Intelligence en respuesta a la cobertura mediática del evento.
Dutton ha aparecido como invitado en el podcast Red Ice. Dutton escribió un artículo en defensa de la serie Culture of Critique de Kevin MacDonald, que afirma que los judíos son biológicamente etnocéntricos en detrimento de otros grupos. El trabajo fue publicado en Evolutionary Psychological Science en 2018. El artículo fue defendido por el editor de la revista, Todd K. Shackelford, como una buena opción porque era "arriesgado", mientras que el miembro del consejo Steven Pinker criticó las decisiones de la revista de publicar el trabajo. Pinker dijo que no aportaba nada nuevo, y que no estaba respaldado por la psicología evolutiva, a la vez que repetía viejos alegatos antisemitas.
Dutton ha publicado artículos sobre la psicología y la genética de la religión, en los que sostiene que los ateos tienden a ser más inteligentes y que el ateísmo está asociado a la carga mutacional.
Dutton fue anteriormente redactor jefe del controvertido journal Mankind Quarterly. Actualmente forma parte de su Consejo Asesor.
El 19 de octubre de 2019, Dutton se dirigió a la conferencia anual del Traditional Britain Group, donde argumentó que los inventos y el genio británicos los situaban en la cúspide de la civilización. En noviembre de 2019, Dutton habló en el foro de extrema derecha Scandza Forum, en Oslo.
En 2019, Dutton dio un discurso para el grupo nacionalista blanco Patriotic Alternative operado por el neonazi Mark Collett.
Dutton es editor del Radix Journal, una editorial fundada por el neonazi Richard B. Spencer. Algunos de los libros de los que es autor Dutton han sido publicados por Washington Summit, una editorial  dirigida por el mismo neonazi mencionado anteriormente.
Dutton ha dado conferencias a favor de sus ideas sobre la raza y la inteligencia, como su creencia de que las personas con "pelo rubio y ojos azules" tienen mayor inteligencia según sus teorías, punto de vista expresado en su libro How to Judge People by What They Look Like (en español, "Como juzgar a las personas por su aspecto"). Según Aidan Bridgeman, un estudiante de la Universidad de Aberdeen que escribe en el Gaudie (periódico estudiantil de dicha universidad), Dutton ha afirmado que los defensores de Black Lives Matter son enfermos mentales, que los musulmanes tienen una tendencia natural a querer cometer un genocidio y que los zurdos son pedófilos.

## Vida personal
Dutton tiene un parentesco lejano con Sir Piers Dutton, sobre quien escribió un libro biográfico titulado  The Ruler of Cheshire: Sir Piers Dutton, Tudor Gangland and The Violent Politics of the Palatine. De nacionalidad británica, vive en Oulu y está casado con una finlandesa con la que tiene dos hijos.

## Libros
- Dutton, E. (2008), Meeting Jesus at University: Rites of Passage and Student Evangelicals, Burlington, VT: Ashgate Publishers. Routledge (2016).
- Dutton, E. (2009), The Finnuit: Finnish Culture and the Religion of Uniqueness, Budapest: Akadémiai Kiadó.
- Dutton, E. (2012), Culture Shock and Multiculturalism, Newcastle: Cambridge Scholars Publishing.
- Dutton, E. (2014), Religion and Intelligence: An Evolutionary Analysis, London: Ulster Institute for Social Research.
- Dutton, E. & Lynn, R. (2015). Race and Sport: Evolution and Racial Differences in Sporting Ability. London: Ulster Institute for Social Research.
- Dutton, E. (2015). The Ruler of Cheshire: Sir Piers Dutton, Tudor Gangland and the Violent Politics of the Palatine. Northwich: Leonie Press.
- Dutton, E. & Charlton, B. (2016). The Genius Famine: Why We Need Geniuses, Why They’re Dying Out and Why we Must Rescue Them. Buckingham: University of Buckingham Press.
- Dutton, E. (2018). How to Judge People By What They Look Like. Oulu: Thomas Edward Press.
- Dutton, E. (2018). J. Philippe Rushton: A Life History Perspective. Oulu: Thomas Edward Press.
- Dutton, E. & Woodley of Menie, M.A. (2018). At Our Wits’ End: Why We’re Becoming Less Intelligent and What it Means for the Future. Exeter: Imprint Academic.
- Dutton, E. (2019). The Silent Rape Epidemic: How the Finns Were Groomed to Love Their Abusers. Oulu: Thomas Edward Press.
- Dutton, E. (2019). Race Differences in Ethnocentrism. Budapest: Arktos.
- Dutton, E. (2019). Churchill’s Headmaster: The ‘Sadist’ Who Nearly Saved the British Empire. Melbourne: Manticore Press.